# توماس د. كلارك
توماس د. كلارك (بالإنجليزية: Thomas D. Clark)‏ هو مؤرخ أمريكي، ولد في 14 يوليو 1903 في لويزفيل في الولايات المتحدة، وتوفي في 28 يونيو 2005 في ليكسينغتون في الولايات المتحدة.